# Volcán Frosty
Frosty es un estratovolcán y el volcán holocénico más occidental de la Península de Alaska en Alaska, EE. UU. Frosty es la más joven de las dos grandes estructuras volcánicas del complejo volcánico Cold Bay. Tiene una elevación de la cumbre de 2,012 m. La última erupción volcánica conocida de Frosty es desconocida. Los productos más antiguos del complejo Cold Bay de aproximadamente 100 km², que se encuentra al suroeste de la aldea de Cold Bay, forman el glacial del Plioceno tardío disecado al principio del Pleistoceno en el extremo sur del complejo. 